# Meridiaanlijn

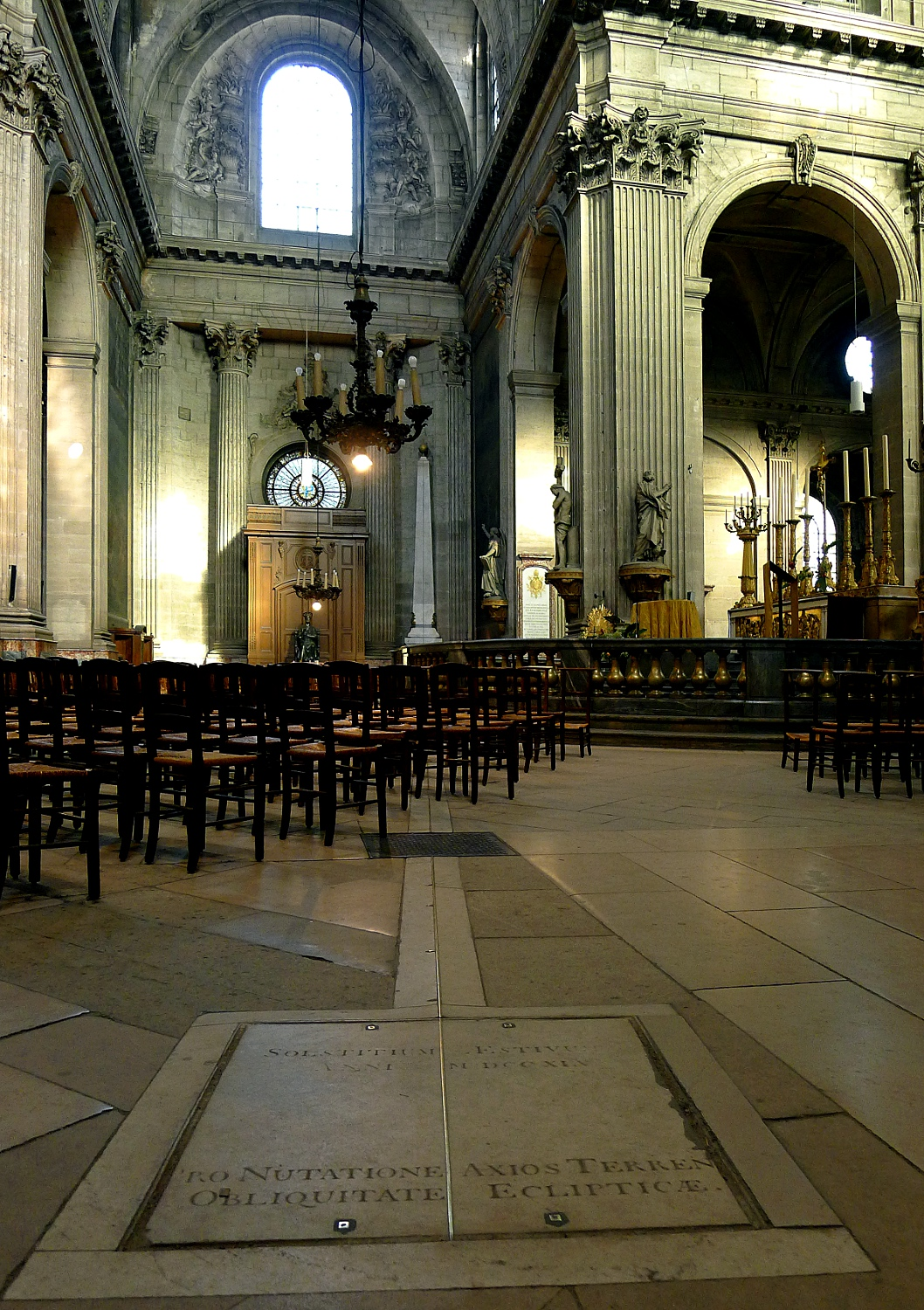
Meridiaanlijn (voorgrond) in de Saint Sulpice te Parijs, met de gnomon op de achtergrond

Een meridiaanlijn of middaglijn is de concrete vorm (materialisatie) van een deel van een meridiaan bijvoorbeeld in de vorm van een strip. Die lijn loopt precies noord-zuid. Er moet een onderscheid worden gemaakt tussen een meridiaan, een denkbeeldige halve cirkel over de aardoppervlakte die door de twee polen gaat, en de concrete vorm, de meridiaanlijn. In het Frans respectievelijk aangeduid met de woorden méridien en méridienne.
Het is ook de naam van een soort zonnewijzer, die per dag slechts één tijd aangeeft: de ware middag, het moment dat de zon op haar hoogste punt staat (culminatie). Die tijd geeft hij aan voor elke dag van het jaar, ook als de zon hoger of lager staat.

## Constructie
Om dit effect te bereiken wordt een constructie gebouwd, die zonlicht werpt in een minder verlichte ruimte, of juist schaduw op een meer heldere plaats. Omstreeks 21 juni, de zomerzonnewende, markeert men de plek die door licht of schaduw wordt aangegeven en vervolgens doet men hetzelfde omstreeks 21 december, de winterzonnewende. Als men tussen die twee plaatsen een lijn uitzet, met bijvoorbeeld een aanduiding van de maanden ernaast, kunnen bezoekers om 12.00 uur zonnetijd elke dag (als zon schijnt!) de datum aflezen.

## België

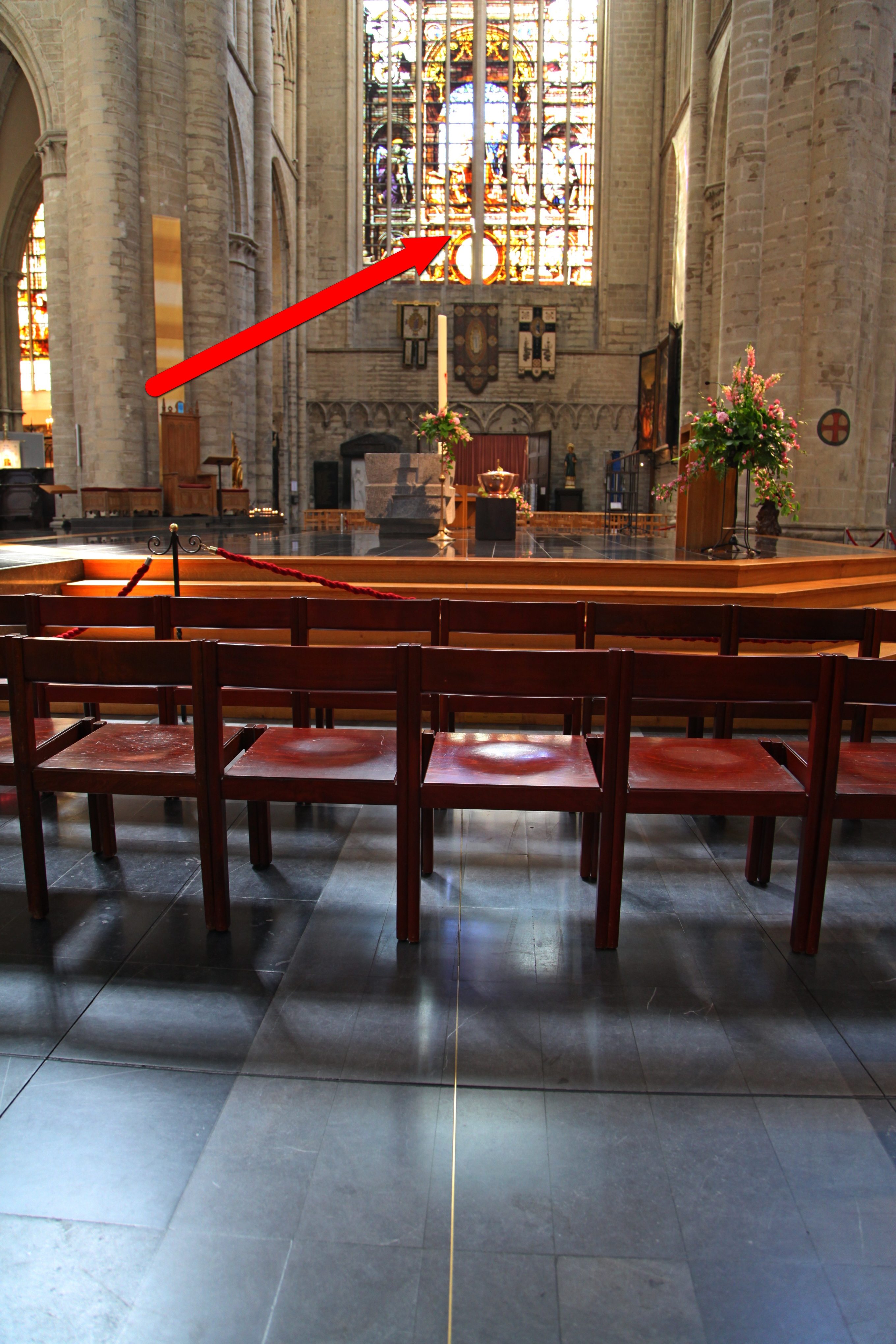
De pijl geeft de oculus aan, de meridiaanlijn van Brussel is op de voorgrond zichtbaar.

In België treft men meridiaanlijnen aan die werden uitgevoerd toen men een enkele universele tijd voor heel België instelde, te hanteren voor de uurregeling op het spoorwegnet. Op 22 februari 1836 verscheen een Koninklijk Besluit dat de aanleg ervan regelde. Het besluit voorzag in de aanleg van 41 lijnen. Daarvan werden er slechts 10 uitgevoerd. Die uitvoering geschiedde onder de leiding van Adolphe Quetelet, directeur van de Koninklijke Sterrenwacht van België. Hij bepaalde de meridiaan met de naar hem genoemde bol van Quetelet. Met behulp van deze lijnen kon de lokale middelbare zonnetijd bepaald worden, waaraan dan de uurwerken werden aangepast. Door het verschil in lengteligging, bepaald door de lengtegraad, met de hoofdstad te berekenen konden (stations)klokken aan de Brusselse tijd worden aangepast, maar dat had geen wettelijke basis.
In Brussel bevindt de meridiaanlijn zich in de Kathedraal van Sint-Michiel en Sint-Goedele. Zij ligt er in de vorm van een messing strip in de vloer. 's Middags, als de zon door een oculus in een glas in loodraam schijnt, werpt het zonlicht een vlek op de meridiaanlijn. Bij een renovatie in 1988 is een deel van deze strip onder de trappen van het verhoogde altaar verborgen geraakt, maar dat is later weer hersteld.De meridiaanlijn volgt nu de trappen en het verhoog. In Antwerpen kent de Onze-Lieve-Vrouwekathedraal een vergelijkbare opstelling, doch met drie oculi. Dergelijke meridiaanlijnen zijn ook nog in de Sint-Martinuskerk te Aalst en in de Onze-Lieve-Vrouwekerk te Dendermonde aanwezig. Op de Grote Markt te Brugge is een lijn gevisualiseerd (restauratie 1997) met behulp van bronzen reuzenspijkers in het marktplein. Op deze meridiaanlijn valt 's middags de schaduw van een koperen bol van Quételet die in 1837 geplaatst is op het dak van het "Huis Bouchoute" dat dateert van 1480. In Lier ligt de lijn eveneens op de Grote Markt, hier in de vorm van een messing strook, waarop 's middags de schaduw valt van de hoek van het stadhuis. In Gent bevindt de meridiaanlijn zich in de aula van de universiteit.
Ook nadien, toe ze niet meer nodig waren om de tijd af te leiden, werden nog meridiaanlijnen aangelegd:
- In de kerk van Wiemesmeer (Zutendaal) valt het zonlicht 's middags door een sleuf in de muur en op merktekens in de vloer.
- In het Zonnewijzerpark in Genk valt het zonlicht 's middags door de spleet tussen twee blokken graniet en verder op een meridiaanlijn, waar afhankelijk van de datum, een schaduw valt op merktekens voor de nationale feestdag van 12 Europese landen.
- In de kruidentuin van de Abdij van Herkenrode in Hasselt loopt een meridiaanlijn – de langste ononderbroken meridiaanlijn ter wereld – 225 meter over een tuinpad en is er een analemmatische zonnewijzer op aangebracht.

### Lichtmeridiaan
Op 21 juli 2016 is er een meridiaanlijn, "lichtmeridiaan" (LML) genoemd, ingehuldigd door Sven Gatz, Vlaams minister van cultuur, jeugd, media en Brussel. Deze bevindt zich op 3° 7' 45" O.L. De lichtmeridiaan komt vanuit de noordpool door de zeeën Europa binnen ter hoogte van de lichttoren van het casino van Blankenberge/België en verlaat Europa bij de lichttoren van Palamós/Spanje. Intussen loopt hij door België, Frankrijk en Spanje. Er wordt gesuggereerd om aan deze meridiaan een internationaal kunstproject te koppelen door er land-art kunstwerken langs te plaatsen. Het Muze'um L, Licht en Landschap in Roeselare / Zilverberg wil het artistieke centrum van het project zijn. De lichtmeridiaan  komt verder Afrika binnen precies waar het toekomstig "Le grand musée d'Afrique" komt, in Algiers bij een 14 ha grote botanische tuin met zaden van alle Afrikaanse regio's. De tentoonstellingen zullen bijzonder belicht worden, rekening houdend met de tijd en de stand van de zon. De lichtmeridiaan kruist verder Algerije, Mali, Niger, Benin en Nigeria. Er is een voorstel om de meridiaan van 3° 7' 45" O.L. de naam te geven van "de nulmeridiaan van de cultuur".

## Italië
Verder bevinden meridiaanlijnen zich in kerken waar ze onder meer dienden om de datum van Pasen precies te bepalen. Zo ligt er één in de Santa Maria degli Angeli e dei Martiri en heeft Cassini in 1655 die van de Sint-Petroniusbasiliek in Bologna aangelegd. Met zijn 66,8 meter is zij geruime tijd de langste ter wereld geweest. In 1580 werd Ignazio Danti door Paus Gregorius XIII tot pauselijk wiskundige benoemd en tevens tot lid van de commissie die zich boog over een hervorming van de kalender. In de meridiaanzaal van de Toren der Winden, een als observatorium bedoeld gebouw dat Gregorius XIII datzelfde jaar liet optrekken, installeerde Danti een marmeren meridiaanlijn. Een enkele bron stelt dat het observeren van deze meridiaanlijn Gregorius XIII overtuigde van de absolute noodzaak van het invoeren van de gregoriaanse kalender.
Verder ligt er een meridiaanlijn in de Dom van Milaan, in 1786 aangelegd door de jezuïeten en astronomen Giovanni Angelo De Cesaris en Guido Francesco Reggio.

## Frankrijk
In de Franse hoofdstad bevindt zich een meridiaanlijn in het Observatorium van Parijs, door Giovanni Domenico Cassini in 1671 aangelegd, hetzelfde jaar waarin hij er directeur werd. In de Église Saint-Sulpice ligt een messing lijn uit 1743, die er door wetenschappers van de genoemde sterrenwacht werd geïnstalleerd. 
Bij gelegenheid van het jaar 2000 is de méridienne verte geïnstalleerd. Deze meridiaanlijn doorkruist Frankrijk van Duinkerke tot Prats-de-Mollo-la-Preste in de Pyrénées-Orientales. Hij gaat door het observatorium van Parijs en is gesitueerd op ongeveer 2° 20' O.L. De "Méridienne verte" is een onderbroken meridiaanlijn gematerialiseerd door bomen, metalen medaillons in de gemeenten waar hij voorbij komt of aangeduid op betonnen grenspalen of stèles. Op sommige wegen is de kruising met de meridiaanlijn op panelen aangeduid.